# Раиран костур
Раираните костури (Morone saxatilis) са вид лъчеперки от семейство Моронови (Moronidae).

## Разпространение
Видът е разпространен в Атлантическия океан, край бреговете на Северна Америка от устието на Сейнт Лорънс до Луизиана.

## Описание
Раинараните костури имат издължено сребристо тяло с характерни надлъжни тъмни ивици, преминаващи от задния край на хрилете до основата на опашката. Максималната им дължина е 200 cm, а най-големият регистриран екземпляр е с маса 57 kg. Повечето възрастни екземпляри достигат до около 120 cm дължина. Предполага се, че живеят около 30 години.